# Kronum
Kronum är en sport baserad på fotboll, basket och handboll och uppfanns så sent som 2008 av Bill Gibson. Målet påminner om ett fotbollsmål men har även att antal ringar under ribban där bollen också kan passera för poäng och planen är rund.

## Lag
- Jet Sets (2008-2013)
- Night Owls (2008-2013)
- Nimble Jacks (2008-2013)
- Throwbacks (2008-2013)
- Urban Legends (2008-2013)
- Work Horses (2008-2013)
- Limelights (2008-2010)
- Morningstars (2008-2010)
- Evergreens (2012-2013)

### Fotnoter
1. ↑  ”Kronum catching on as a new sport”. 29 juli 2011. Arkiverad från originalet den 17 februari 2013. https://archive.is/20130217030026/http://sports.yahoo.com/top/news?slug=ycn-8881587. Läst 11 januari 2013.
2. ↑  ”Le Kronum, un sport un peu particulier...”. 16 februari 2012. http://sport.francetv.fr/tout-le-sport/index-fr.php?video=manuel_tls_extrait_3_20120216_273_16022012203739_F3&id=2036. Läst 11 januari 2013.[död länk]
3. ↑  ”Kronum: The Unholy Basketball/Quidditch/Soccer Mashup”. 11 april 2011. http://www.wired.com/playbook/2011/04/kronum-unholy-sports-mashup/. Läst 11 januari 2013.